# Alma Duse
Alma Duse, född 1852 på Boudarve, Fole socken, Gotland, död 1884 på Sindarve, Hemse socken, Gotland, var en svensk målare.
Hon var dotter till kaptenen vid Gotlands nationalbeväring Fredrik Wilhelm Petersohn och Johanna Petronella Wieslander och från 1881 gift med hemmansägaren Lars Gustaf Wilhelm Duse (1851–1920). Hon var huvudsakligen autodidakt som konstnär men fick en viss vägledning av Fredrik Wilhelm Scholander under dennes vistelser på Hallfreda egendom. Hennes konst består av romantiska landskap med motiv från Gotland utförda i olja. Vid sidan av sitt eget skapande var hon verksam med restaurering av kyrklig konst, bland annat restaurerade hon altartavlan i Sunne kyrka. Makarna Duse är begravda på Hemse kyrkogård.